# Chiesa di Sant'Agata (Mendrisio)
La chiesa di Sant'Agata è un edificio religioso che fonde elementi dell'architettura tardogotica e di quella tardobarocca e che si trova a Tremona, frazione di Mendrisio in Canton Ticino.

## Storia
La chiesa fu fondata prima del 1493, quando fu menzionata per la prima volta: in quell'occasione venne annotata la sua erezione a parrocchia, con la separazione dalla chiesa di Riva San Vitale. Il titolo di parrocchiale, tuttavia, passò successivamente alla Chiesa dell'Assunta. L'edificio era in origine prevalentemente romanico, ma nel corso dei secoli fu modificato varie volte. Ultima traccia dello stile romanico è il basamento del campanile. Una modifica dell'impianto dell'edificio avvenne probabilmente alla fine del XV secolo, quando la chiesa fu dotata di facciata a capanna. Nel XVIII secolo venne aggiunto il portico, trasformato in un eremo nel 1880.